# 耳匙菌
耳匙菌（学名：拉丁語：），是红菇目耳匙菌科的一种真菌。生长在落地的松树、云杉等球果上，导致球果腐烂。偶见生松叶层及松枝上。
中国分布于安徽、福建、江西、浙江、湖南、香港、广东、广西、云南、四川、甘肃、陕西、吉林、西藏、海南等。
经济用途：属木腐菌类，常导致松、杉球果腐烂。